# Diloxanide furoato
Il diloxanide furoato è un farmaco antiparassitario derivato dicloroacetamidico che agisce come amebicida luminale e che rappresenta lo standard di riferimento nel trattamento dell'amebiasi. Non è attivo contro i trofozoiti tissutali.
Si tratta di un farmaco con una bassa incidenza di effetti collaterali e risulta estremamente efficace anche nel trattamento dei portatori sani di Entamoeba histolytica.